# 行橋市立泉中学校
行橋市立泉中学校（ゆくはししりつ いずみちゅうがっこう、英語: Yukuhashi City  Izumi Junior High School）は、福岡県行橋市西泉にある公立中学校。

## 沿革
公式サイトより一部抜粋。
- 1947年（昭和22年）
  - 2月 - 学制改革により初級中学校設置に関し、福岡県の指示によって泉村村会議員、各部落常会長、父兄総代等で「中学校設置協議会」開催。稗田・今川・泉、三ヶ村組合立中学校設置を決定。
  - 4月 - 今川国民学校（今川小学校）の一部を仮校舎として、22日より7学級、342名で授業を開始。
- 1948年（昭和23年）
  - 3月 - 泉村村議会は、泉村立中学校の設置を決定。
  - 4月 - 組合立中京中学校の分散校として、泉小学校の講堂にて授業開始。
  - 9月 - 泉村立泉中学校設立を認可（5学級）。校章制定。
  - 11月 - 旧岡野バルブ株式会社 行橋工場 青年学校跡地を買収し、校舎建設に着工。
- 1949年（昭和24年）
  - 2月 - 泉中学校新校舎に移動。
  - 3月 - 落成式。泉中学校第一回卒業式
- 1954年（昭和29年）10月 - 行橋市市制施行により、行橋市立泉中学校と校名変更。
- 1964年（昭和39年）
  - 1月 - 校歌制定。
  - 4月 - 現在地（西泉5丁目7番1号）の全面移転。
- 2006年（平成18年）4月 - 二学期制完全実施。

## 部活動
運動部
- 剣道部
- サッカー部（男）
- ソフトテニス部（女）
- 卓球部（男）
- バスケット部
- バドミントン部
- バレー部
- 陸上部
- 野球部（男）
- 水泳部
- 空手部

文化部
- 家庭科部
- 美術部

## 学区
行橋市立泉小学校の範囲である。近くにローソンがある。

## 交通アクセス
- JR九州日豊本線「行橋駅」から徒歩約40分。
- JR九州 日豊本線 「南行橋駅」から徒歩約20分。

- 太陽交通豊津線「岡野社宅」から徒歩約5分。